# Sakkosaari (ö i Mellersta Finland)
Sakkosaari är en ö i Finland. Den ligger i sjön Ylä-Kintaus och i kommunen Petäjävesi i den ekonomiska regionen  Jyväskylä ekonomiska region  och landskapet Mellersta Finland, i den centrala delen av landet, 240 km norr om huvudstaden Helsingfors. Öns area är 0,8 hektar och dess största längd är 120 meter i nord-sydlig riktning.